# سورووس
سورووس (انگلیسی: Corvus) شرکت هوافضای مجارستانی است، که در سال ۲۰۱۱ تأسیس شد.